# Râul Izvorul Alb, Asău
Râul Izvorul Alb este un curs de apă, afluent al râului Asău. Râul se formează la confluența dintre brațele Cracul Mare și Cracul Mic.

## Hărți
- Harta Munții Tarcău  Arhivat în 22 februarie 2010, la Wayback Machine.
- Ovidiu Gabor - Economic Mechanism in Water Management  Arhivat în 5 martie 2009, la Wayback Machine.